# La República (Pérou)
Pour les articles homonymes, voir La República.
La República est un quotidien péruvien fondé en 1981. La diffusion au Pérou de ce journal du lundi au dimanche est de près de 48 000 exemplaires. 

## Histoire
La República fut fondé par Gustavo Mohme Llona, une personnalité de la gauche modérée péruvienne, le 16 novembre 1981. Au moment de sa création, le journaliste Guillermo Thorndike (en) a servi en tant que son éditeur fondateur. Depuis la mort de Gustavo Mohme Llona en l'an 2000, son fils, Gustavo Mohme Seminario dirige le journal.
À travers le groupe Plural TV, La Republica détient une partie de la chaîne América Televisión.
Le quotidien fait aussi partie de l'association Periódicos Asociados Latinoamericanos (es) (PAL), à laquelle appartiennent d'autres journaux de référence de l'Amérique latine. Le groupe La Republica édite depuis 2000 des collections de produits culturels.
Le groupe La Republica représente, en 2014, 16 % des ventes de journaux au Pérou, loin derrière son concurrent, le groupe El Comercio, qui en représente près de 80 %.

### Ligne éditoriale
La República se veut "populaire" et de "centre gauche". Son directeur, Gustavo Mohme Seminario, le fils du fondateur du journal, est cependant lié au parti de centre droit Acción Popular.
Le journal se montre nettement hostile au président Pedro Castillo (2021-2022), issu de la gauche. Une étude du Centre stratégique latino-américain de géopolitique (Celag) portant sur les « unes » de la presse péruvienne du 1er janvier au 30 novembre 2022 conclut que, dans le cas de La República, les informations présentées y étaient « négatives » pour le président Castillo dans 78 % des cas.

## Autres publications du groupe
- Fama (journal décontracté à destination du public féminin)
- Domingo
- Produits culturels